# Csapat északi összetett az 1994. évi téli olimpiai játékokon
Az 1994. évi téli olimpiai játékokon az északi összetett csapatversenyét február 23-án és 24-én rendezték. A versenyt a japán csapat nyerte meg. Magyar csapat nem vett részt a versenyszámban.

## Eredmények
A csapatok versenyzői síugrásban normálsáncról két-két ugrást teljesítettek, a kapott pontszámokat csapatonként időhátrányokra számították át. 0,1 pont különbség 0,5 másodperc hátrányt jelentett. A 3 × 10 km-es sífutásban a csapatok első versenyzői az első helyezetthez viszonyított időhátrányok szerint rajtoltak, a célba érkezés sorrendje határozta meg a végeredményt.
A távolságadatok méterben, az időeredmények másodpercben értendők.

### Síugrás, normálsánc
| Hely. | Nemzet                                                                              | 1. ugrás        | 1. ugrás                | 2. ugrás       | 2. ugrás                | Össz. (pont)            | Időhátrány |
| Hely. | Nemzet                                                                              | Táv.            | Pont                    | Táv.           | Pont                    | Össz. (pont)            | Időhátrány |
| ----- | ----------------------------------------------------------------------------------- | --------------- | ----------------------- | -------------- | ----------------------- | ----------------------- | ---------- |
| 1.    | Japán (JPN) · Abe Maszasi · Kóno Takanori · Ogivara Kendzsi                         | 92,0 100,0 89,5 | 371,5 120,0 136,0 115,5 | 88,5 94,0 96,0 | 362,0 113,0 119,0 130,0 | 733,5 233,0 255,0 245,5 | –          |
| 2.    | Norvégia (NOR) · Bjarte Engen Vik · Knut Tore Apeland · Fred Børre Lundberg         | 93,5 89,0 81,5  | 337,0 124,5 115,0 97,5  | 94,0 82,0 86,5 | 335,0 125,0 100,0 110,0 | 672,0 249,5 215,0 207,5 | +5:07      |
| 3.    | Svájc (SUI) · Jean-Yves Cuendet · Andreas Schaad · Hippolyt Kempf                   | 89,0 88,5 80,5  | 322,5 115,0 112,5 95,0  | 94,0 81,5 83,5 | 321,0 125,5 97,5 98,0   | 643,5 240,5 210,0 193,0 | +7:30      |
| 4.    | Észtország (EST) · Magnar Freimuth · Allar Levandi · Ago Markvardt                  | 83,5 85,5 85,0  | 317,5 103,0 107,5 107,0 | 78,0 87,5 81,0 | 301,5 90,5 112,5 98,5   | 619,0 193,5 220,0 205,5 | +9:32      |
| 5.    | Ausztria (AUT) · Felix Gottwald · Georg Riedelsperger · Mario Stecher               | 87,0 87,5 86,5  | 322,0 105,5 110,5 106,0 | 78,0 85,5 80,0 | 287,0 88,0 108,0 91,0   | 609,0 193,5 218,5 197,0 | +10:22     |
| 6.    | Csehország (CZE) · Milan Kučera · Zbyněk Pánek · František Máka                     | 87,0 88,0 76,5  | 306,0 108,0 112,0 86,0  | 81,5 83,0      | 297,5 98,5 100,5        | 603,5 206,5 210,5 186,5 | +10:50     |
| 7.    | Egyesült Államok (USA) · John Jarrett · Steven Heckman · Todd Lodwick               | 85,0 80,0 85,0  | 300,0 102,0 91,5 106,5  | 79,5 81,0 89,0 | 302,0 91,5 96,0 114,5   | 602,0 193,5 187,5 221,0 | +10:57     |
| 8.    | Németország (GER) · Roland Braun · Thomas Abratis · Thomas Dufter                   | 89,0 77,5 78,5  | 290,5 112,5 88,0 90,0   | 87,5 78,0 83,5 | 304,5 110,5 90,5 103,5  | 595,0 223,0 178,5 193,5 | +11:32     |
| 9.    | Finnország (FIN) · Tapio Nurmela · Topi Sarparanta · Jari Mantila                   | 89,0 80,5 85,0  | 311,0 113,5 93,0 104,5  | 76,5 81,5 82,0 | 281,0 87,0 96,5 97,5    | 592,0 200,5 189,5 202,0 | +11:47     |
| 10.   | Franciaország (FRA) · Stéphane Michon · Fabrice Guy · Sylvain Guillaume             | 85,0 77,5 84,0  | 291,5 103,0 87,5 101,0  | 78,5 76,5 80,0 | 266,0 88,5 85,5 92,0    | 557,5 191,5 173,0 193,0 | +14:40     |
| 11.   | Olaszország (ITA) · Simone Pinzani · Andrea Longo · Andrea Cecon                    | 80,0 81,0       | 279,5 92,0 92,5 95,0    | 74,0 78,0 81,0 | 265,0 81,0 87,0 97,0    | 544,5 173,0 179,5 192,0 | +15:45     |
| 12.   | Oroszország (RUS) · Valerij Kobelev · Sztanyiszlav Dubrovszkij · Valerij Sztoljarov | 82,5 75,5 77,0  | 269,0 100,0 82,0 87,0   | 74,0 72,5 73,5 | 234,0 79,5 76,5 78,0    | 503,0 179,5 158,5 165,0 | +19:12     |

### 3 × 10 km-es sífutás
| Helyezés | Nemzet                                                                              | Időh.  | Sífutás idő                       | Sífutás hely. | Összesítés |
| -------- | ----------------------------------------------------------------------------------- | ------ | --------------------------------- | ------------- | ---------- |
| Arany    | Japán (JPN) · Kóno Takanori · Abe Maszasi · Ogivara Kendzsi                         | –      | 1:22:51,8 27:55,2 27:49,1 27:07,5 | 3.            | 1:22:51,8  |
| Ezüst    | Norvégia (NOR) · Knut Tore Apeland · Bjarte Engen Vik · Fred Børre Lundberg         | +5:07  | 1:22:33,9 26:51,5 28:28,8 27:13,6 | 2.            | 1:27:40,9  |
| Bronz    | Svájc (SUI) · Hippolyt Kempf · Jean-Yves Cuendet · Andreas Schaad                   | +7:30  | 1:23:09,9 27:35,6 28:02,0 27:32,3 | 4.            | 1:30:39,9  |
| 4.       | Észtország (EST) · Magnar Freimuth · Allar Levandi · Ago Markvardt                  | +9:32  | 1:23:35,4 28:09,5 27:05,4 28:20,5 | 5.            | 1:33:07,4  |
| 5.       | Csehország (CZE) · Zbyněk Pánek · Milan Kučera · František Máka                     | +10:50 | 1:24:05,9 27:23,4 28:45,0 27:57,5 | 6.            | 1:34:55,9  |
| 6.       | Franciaország (FRA) · Sylvain Guillaume · Stéphane Michon · Fabrice Guy             | +14:40 | 1:20:53,0 26:45,8 27:09,8 26:57,4 | 1.            | 1:35:33,0  |
| 7.       | Egyesült Államok (USA) · John Jarrett · Todd Lodwick · Steven Heckman               | +10:57 | 1:25:10,4 27:49,8 29:03,2 28:17,4 | 8.            | 1:36:07,4  |
| 8.       | Finnország (FIN) · Topi Sarparanta · Jari Mantila · Tapio Nurmela                   | +11:47 | 1:24:32,4 28:05,5 28:44,7 27:42,2 | 7.            | 1:36:19,4  |
| 9.       | Ausztria (AUT) · Georg Riedelsperger · Mario Stecher · Felix Gottwald               | +10:22 | 1:27:47,5 29:41,0 29:17,4 28:49,1 | 10.           | 1:38:09,5  |
| 10.      | Németország (GER) · Thomas Dufter · Roland Braun · Thomas Abratis                   | +11:32 | 1:26:53,4 28:40,7 30:06,4 28:06,3 | 9.            | 1:38:25,4  |
| 11.      | Olaszország (ITA) · Simone Pinzani · Andrea Longo · Andrea Cecon                    | +11:32 | 1:29:27,1 31:29,6 29:02,3 28:55,2 | 11.           | 1:40:59,1  |
| 12.      | Oroszország (RUS) · Sztanyiszlav Dubrovszkij · Valerij Sztoljarov · Valerij Kobelev | +19:12 | 1:30:43,0 29:11,2 29:25,8 32:06,0 | 12.           | 1:49:55,0  |